# آلتو پاراگوای
التو پاراگوای (به پرتغالی: Alto Paraguai) شهرکی در برزیل است که در ماتو گروسو واقع شده‌است.